# Чемпионат СССР по тяжёлой атлетике 1934
11-й чемпионат СССР по тяжёлой атлетике прошёл с 21 по 23 июня 1934 года в Москве (РСФСР). В нём приняли участие 66 атлетов. Число весовых категорий было сокращено до шести, пять из которых (начиная с полулёгкой) теперь соответствовали международным. Программа чемпионата состояла из пятиборья (жим, рывок одной рукой, рывок двумя руками, толчок одной рукой и толчок двумя руками). Результаты, показанные в сумме пятиборья Николаем Шатовым и Серго Амбарцумяном, были выше мировых рекордов того времени.

## Медалисты
| Категория                    | Золото                                | Золото | Серебро                                  | Серебро  | Бронза                                   | Бронза   |
| До 56 кг (легчайший вес)     | Наум Лапидус «Динамо» Минск           | 391 кг | Иван Веселов «Буревестник» Сталино       | 368,5 кг | Евгений Канторович «Динамо» Ленинград    | 368,5 кг |
| До 60 кг (полулёгкий вес)    | Георгий Попов «Динамо» Киев           | 438 кг | Алексей Петров «Моряк» Ленинград         | 423 кг   | Михаил Рапопорт «Динамо» Ленинград       | 413 кг   |
| До 67,5 кг (лёгкий вес)      | Николай Шатов «Динамо» Ленинград      | 473 кг | Израиль Механик Клуб Кухмистерова Москва | 445,5 кг | Иван Ромашко Институт физкультуры Москва | 438 кг   |
| До 75 кг (средний вес)       | Николай Кошелев «Металлист» Ленинград | 502 кг | Дмитрий Поляков «Динамо» Москва          | 468 кг   | Николай Соколов «Сормово» Горький        | 460,1 кг |
| До 82,5 кг (полутяжёлый вес) | Ян Спарре «Динамо» Москва             | 493 кг | Дмитрий Шишов «Динамо» Ленинград         | 490 кг   | Александр Гореловский «Сормово» Горький  | 465 кг   |
| Свыше 82,5 кг (тяжёлый вес)  | Серго Амбарцумян «Динамо» Эривань     | 571 кг | Аркадий Касперович «Динамо» Харьков      | 515 кг   | Константин Назаров «Динамо» Москва       | 492 кг   |